# Taeniopoda auricornis
Taeniopoda auricornis är en insektsart som först beskrevs av Walker, F. 1870.  Taeniopoda auricornis ingår i släktet Taeniopoda och familjen Romaleidae. Inga underarter finns listade i Catalogue of Life.